# ستيف سيمبسون (لاعب كرة قاعدة)
ستيف سيمبسون (بالإنجليزية: Steve Simpson)‏ هو لاعب كرة قاعدة أمريكي، ولد في 30 أغسطس 1948 في سانت جوزيف في الولايات المتحدة، وتوفي في 2 نوفمبر 1989 في أوماها في الولايات المتحدة بسبب نوبة قلبية.